# Napomyza flavohumeralis
Napomyza flavohumeralis är en tvåvingeart som beskrevs av Zlobin 1993. Napomyza flavohumeralis ingår i släktet Napomyza och familjen minerarflugor. Inga underarter finns listade i Catalogue of Life.